# Chrysuronia oenone
El zafiro colidorado (Chrysuronia oenone) también denominado colibrí cola de oro, zafiro de cola dorada o zafiro cola dorada  es una especie de ave en la familia Trochilidae que habita en los bosques húmedos tropicales montanos y de llanura del noroeste de Sudamérica.

## Taxonomía
Este taxón fue catalogado anteriormente como Amazilia oenone pero finalmente se decidió volver a la clasificación original bajo el género Chrysuronia. Se reconocen tres subespecies:
- C. o. alleni (Elliot, 1888) -  se distribuye por el norte de Bolivia.
- C. o. josephinae (Bourcier and Mulsant, 1848) - habita la zona oriental de Perú.
- C. o. oenone (Lesson, 1832) - ocupa la mayor parte del rango de la especie desde el norte de Venezuela, la parte oriental de Colombia y Ecuador, el noreste de Perú y zona occidental de Brasil.

## Descripción
El zafiro colidorado alcanza una longitud entre 9,5 y 10 cm. Los machos pesan entre 4,7 y 6,3 g y las hembras entre 4,3 y 5,3 g. Los machos presentan toda la cabeza y la garganta de un intenso azul violáceo, el pecho es verde brillante y se va tornando en un tono más broncíneo en el vientre. La espalda también es de color verde brillante en la parte superior y se va tornando en un tono más oscuro en la parte inferior y la cola. Por su parte, las hembras presentan una corona azul, la espalda verde y alas y cola de color bronce. En la zona del pecho y el vientre muestra unos tonos blanquecinos con manchas verdosas en los lados del cuello y el pecho. Ambos sexos presentan un pico de aproximadamente 2 cm y ligeramente curvado hacia abajo de color negro. 
Los machos jóvenes tienen la cabeza de un color verde en lugar de azul, la garganta de color gris oscuro y el pecho verde parduzco. En las hembras jóvenes las manchas del cuello y el pecho aparecen de color bronce que se tornará en verde cuando lleguen a la adultez. 

## Distribución y hábitat
Se distribuye por el noroeste de Sudamérica, concretamente, en Bolivia, Brasil, Colombia, Ecuador, Perú, Trinidad y Tobago, y Venezuela.
Sus hábitats naturales son los bosques bajos húmedos subtropicales o tropicales, los bosques montanos húmedos y bosques de galería, en estas zonas arboladas suele encontrarse en los bordes y claros. También habita en superficies semiabiertas como plantaciones de café y cacao, jardines y bosques caducifolios (Venezuela). Se le ha registrado en una altitud de hasta 1500 msnm en Colombia y Venezuela.

## Comportamiento
Se trata de un ave mayormente sedentaria que solo se desplaza localmente en busca de plantas en floración. 

### Alimentación
Su dieta se compone principalmente de néctar que toma de pequeñas flores coloridas y aromáticas de árboles, arbustos y herbáceas. Prefieren flores con alto contenido en azúcar (a menudo de color rojo y de forma tubular) y protegen agresivamente aquellas áreas que contienen flores con néctar con grandes aportes energéticos. Para alimentase, introducen sus largas lenguas en las flores tubulares mientras se mantienen en vuelo con la cola orientada hacia arriba. Pueden introducir la lengua en las flores hasta 13 veces por segundo. A veces también pueden posarse en la flor mientras comen. Muchas plantas de cuyas flores se alimenta el zafiro colidorado dependen de ellos para la polinización. De hecho, las flores de forma tubular dificultan que las abejas y otros insectos se alimenten de ellas, acrecentando la importancia del zafiro colidorado en su polinización. 
También suelen comer arañas y otros insectos que son una importante fuente de proteínas, fundamentales durante la época de cría, para el correcto crecimiento de los polluelos. Los insectos los suelen cazar al vuelo, capturándolos de las hojas o ramas o robándolos de las telas de araña. Una hembra en época de cría puede llegar a capturar hasta 2000 insectos al día. 
Los machos establecen sus territorios y ahuyentan agresivamente a otros machos y a insectos grandes como abejorros o polillas halcón que puedan suponer una competencia a la hora de alimentarse. Para defender su territorio utilizan vuelos y exhibiciones intimidatorias. 

### Reproducción
Los zafiros colidorados son solitarios en todos los aspectos de su vida salvo en la reproducción, aunque la implicación del macho en este proceso consiste únicamente en la cópula con la hembra. No viven ni migran en bandadas y tampoco crean un vínculo de pareja como otras especies. Los machos cortejan a las hembras con una exhibición de vuelo en forma de U delante de ellas. El macho abandonará a la hembra tras la cópula. Ambos sexos se aparearán con varios especímenes durante la época reproductiva. Los machos no participan ni en la construcción del nido ni en la crianza de los polluelos. 
La hembra construye un nido en forma de copa utilizando materia vegetal entretejida, pelos de animales y plumas. Fortalece la estructura con telas de arañas y otros materiales pegajosos dándole elasticidad lo que permite que el nido pueda duplicar su tamaño a medida que los polluelos crecen y necesitan más espacio. Además, recubre el exterior con musgo lo que ayuda al camuflaje del nido. El nido suele encontrarse en zonas resguardadas en árboles y arbustos. 
La puesta suele contener dos huevos blancos que la hembra incuba sola. Las crías nacen ciegas, inmóviles y sin plumón. La hembra protege y alimenta a los polluelos con comida regurgitada que introduce con su largo pico directamente en sus estómagos. La dieta de los polluelos consiste principalmente en insectos ya que el néctar no cuenta con la cantidad suficiente de proteínas para el crecimiento de los polluelos. Estos son criados durante las dos primeras semanas, abandonarán el nido a los 20 días aproximadamente,

## Conservación
La UICN cataloga a esta especie como de Preocupación menor debido a que las poblaciones se mantienen estables y no parecen enfrentarse a peligros inminentes que pongan en peligro su futuro.  